# Bioparque Municipal Andino de Oruro

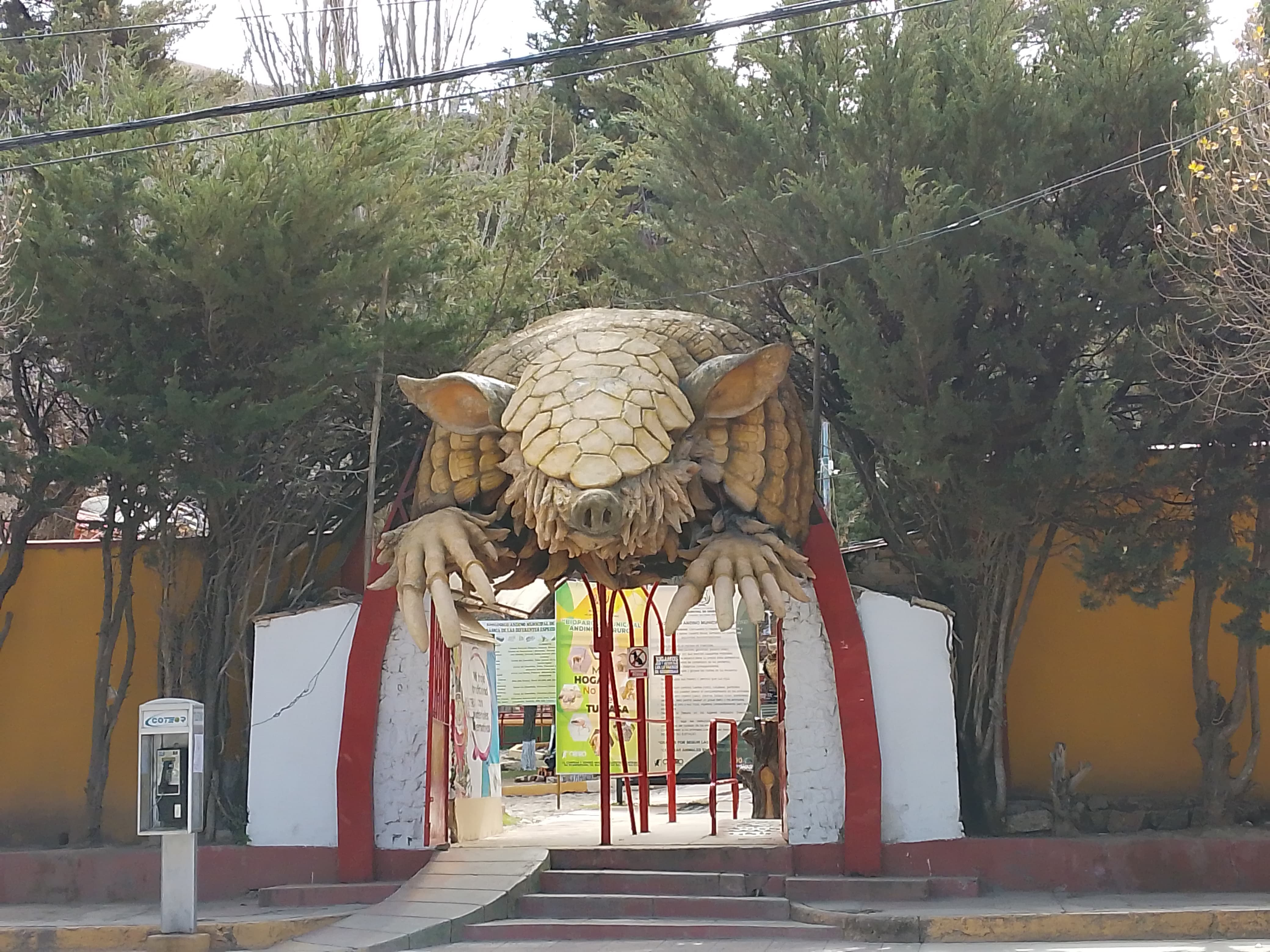
Entrada principal del Bioparque Municipal Andino de Oruro, uno de los espacios de custodia de fauna silvestre más importantes del altiplano boliviano.

El Bioparque Municipal Andino de Oruro, anteriormente conocido como Zoológico Municipal Andino de Oruro, es una institución ubicada en la ciudad de Oruro, Bolivia, dedicada a la custodia de fauna silvestre. En 2023, el recinto fue oficialmente recategorizado como Centro de Custodia de Fauna Silvestre, con el objetivo de mejorar sus estándares de manejo y bienestar animal.

## Historia
El zoológico fue establecido en 1962 como parte de los espacios públicos de recreación y educación ambiental del municipio de Oruro. Durante varios años funcionó con una infraestructura limitada y sin una normativa especializada para la tenencia responsable de fauna silvestre, albergando cerca de 130 especies, la mayoría propias de la región andina.
Con el tiempo, surgieron observaciones por parte de medios de comunicación, concejales y organizaciones defensoras de animales sobre las deficiencias en el espacio, manejo técnico, alimentación y condiciones de encierro. En particular, se destacó la falta de personal capacitado y de adecuadas condiciones ambientales para las especies, lo cual derivó en episodios como la muerte de ejemplares emblemáticos, entre ellos un león en 2006, un puma en 2018 y un zorro en 2025 tras lo cual el Ministerio de Medio Ambiente ordenó su cierre temporal.

## Condiciones de los animales y observaciones
A lo largo de los años ha sido objeto de críticas por las condiciones en las que se encuentran los animales que alberga, así como por denuncias relacionadas con la tenencia de especies no aptas para el ecosistema altiplánico.
A pesar de ciertos avances, el recinto ha sido criticado por organizaciones ambientalistas, expertos y medios de prensa, por el limitado espacio disponible para varias especies, el uso predominante de pisos de cemento, la escasa ambientación natural y las conductas de estrés observadas en animales como monos, zorros andinos y quirquinchos. Algunos animales, como los cóndores, si bien cuentan con recintos más amplios, permanecen imposibilitados de volar o buscar alimento por cuenta propia. Se han documentado comportamientos anómalos como movimientos repetitivos, vocalizaciones de angustia y gestos de dependencia del público visitante.
En visitas de fiscalización realizadas por autoridades municipales, se identificaron episodios de desabastecimiento de alimentos, y la existencia de especies cuyo origen no corresponde al ecosistema andino, como caimanes, tortugas de orejas rojas, tarántulas amazónicas y gallinas de guinea. La presencia de estas especies ha generado cuestionamientos legales, dado que el recinto no contaba con autorización oficial para su custodia.

## Recategorización como Bioparque y Centro de Custodia
En 2023, tras un proceso administrativo impulsado por el Gobierno Autónomo Municipal de Oruro (GAMO), el recinto obtuvo la categoría oficial de Centro de Custodia de Fauna Silvestre, bajo la nueva denominación de Bioparque Municipal Andino de Oruro. Según las autoridades municipales, esta recategorización implica el cumplimiento de nuevos requisitos legales, incluidos la obtención de la licencia ambiental, la consolidación del derecho propietario del terreno y la responsabilidad de garantizar mejores condiciones de manejo, alimentación, atención médica y hábitats más acordes a las necesidades de cada especie.

## Actualidad y perspectivas de mejora
Pese a su reciente reconocimiento como centro de custodia, el Bioparque Municipal Andino de Oruro sigue siendo objeto de observación y crítica por parte de especialistas y defensores del bienestar animal, quienes señalan que el confinamiento, incluso en mejores condiciones, no reemplaza la vida en libertad. Se han planteado diversas propuestas, como la mejora de infraestructura, la incorporación de personal técnico capacitado, la ampliación de espacios y la transformación del recinto en un centro de educación ambiental y recuperación de fauna, enfocado en especies andinas. La administración actual ha manifestado su intención de avanzar hacia una gestión más ética y responsable, mientras que la sociedad civil continúa ejerciendo un rol activo en el seguimiento.